# Alojz Gangl
Alojz Gangl, slovenski kipar, * 8. junij 1859, Metlika, † 2. oktober 1935, Praga.
Gangl se je najprej učil rezbarstva v podobarskih delavnicah v Metliki in Šentrupertu, potem pa kiparstva pri podobarju Jerneju Jerebu, nato pa je odšel na Dunaj, kjer je na tamkajšnji akademiji študiral pri Casparju Zambuschu in Hellmerju. Leta 1888, še med študijem, je ustvaril prvi slovenski spomenik nacionalnega pomena, kip Valentina Vodnika, podobo iz brona, ki so jo postavili na visok podstavek pred tedanji ljubljanski licej. Leta 1903 je ustvaril še en spomenik, tokrat Janeza Vajkarda Valvasorja, ki je bil postavljen v Muzejskem parku (1898) pred tedanji Deželni muzej, kjer stoji še danes.
Znani so tudi njegovi kipi na pročelju ljubljanske Opere (1890), doprsni kip Franceta Prešerna, ki stoji na stopnišču Narodnega muzeja (1895).
V zrelih letih je odšel v Prago, kjer je ustvarjal naprej in med drugim ustvaril ekspresionistični kip Kristus - osameli popotnik, ki ga je poslal v rojstno Metliko, kjer so ga postavili pred tamkajšnje pokopališče. V Pragi je leta 1935 tudi umrl.
Njegova umetniška zapuščina je bila razdeljena med Belokranjskim muzejem v Metliki, ljubljanskim mestnim muzejem in Narodno galerijo.

## Galerija Ganglovih kipov
- Vodnikov spomenik v Ljubljani (Vodnikov trg)
- Valvasorjev spomenik v Ljubljani (pred Narodnim muzejem)
- Kip Kristusa, samotnega popotnika, na pokopališču v Metliki
- Ganglova hiša v Metliki